# Apokalipsa bez granic
Apokalipsa bez granic – polski film dokumentalny z 2005 roku w reżyserii Krystiana Matyska, z jego scenariuszem i zdjęciami. Lektorami są w filmie Agnieszka Kunikowska, Jan Wilkanis i Andrzej Krusiewicz.
Za produkcję tę jej twórca otrzymał prestiżową nagrodę - Bronze Remi w kategorii "sprawy społeczno-ekonomiczne" na Worldfest Independent Film Festival w Houston. 
Punktem wyjścia są w filmie krwawe walki pomiędzy partyzantami Ruchu Wolnego Aceh (GAM) a regularną armią indonezyjską toczące się w Aceh (północna część Sumatry). Zasadniczym tematem tej produkcji jest jednak tragedia, która pochłonęła znacznie więcej ofiar - tsunami, podczas którego w 2004 roku zginęło 130 tys. osób, 38 tys. uznano za zaginione, a 700 tys. osób musiało opuścić swoje domostwa, by ratować życie. Nawet ta tragedia nie powstrzymała jednak zwaśnionych stron przed wznowieniem wojny.